# Maniola flora
Maniola flora är en fjärilsart som beskrevs av Philippi 1859. Maniola flora ingår i släktet Maniola och familjen praktfjärilar. Inga underarter finns listade i Catalogue of Life.